# Sergey Veremko
Syarhey Vyaromka - em bielorrusso, Сяргей Вяромка (Minsk, Bielorrússia, 16 de outubro de 1982) é um jogador de futebol bielorrusso. É goleiro, tem 1,90m e pesa 90kg.
Atualmente é jogador do BATE Borisov, time que disputou a UEFA Champions League na temporada 2008/09. É mais conhecido por seu nome russificado, Sergey Veromko (Сергей Веремко, em russo).